# خط طول 75° غرب
خط طول 75° غرب هو أحد خطوط الطول الجغرافية، والتي تمتد من القطب الشمالي الجغرافي إلى القطب الجنوبي الجغرافي، وحسب التحويل الزمني يتأخر خط طول 75° غرب عن خط غرينتش بـ5 ساعة و0 دقيقة.

## من القطب إلى القطب
ينطلق خط طول 75° غرب من القطب الشمالي نحو القطب الجنوبي مرورا بالمناطق التي ترد في الجدول التالي:
| الإحداثيات                         | البلد أو الإقليم أو البحر | ملاحظات |
| ---------------------------------- | ------------------------- | --- |
| 90°0′N 75°0′W / 90.000°N 75.000°W  | المحيط المتجمد الشمالي    | |
| 83°3′N 75°0′W / 83.050°N 75.000°W  | كندا                      | نونافوت — جزيرة إليسمير |
| 78°32′N 75°0′W / 78.533°N 75.000°W | خليج بافن                 | |
| 72°18′N 75°0′W / 72.300°N 75.000°W | كندا                      | نونافوت — بافن (جزيرة) و جزيرة فولي [لغات أخرى]‏ |
| 68°22′N 75°0′W / 68.367°N 75.000°W | حوض فوكس                  | Passing just to the east of جزيرة الأمير تشارلز، نونافوت, كندا (في 68°8′N 75°0′W / 68.133°N 75.000°W) |
| 65°22′N 75°0′W / 65.367°N 75.000°W | كندا                      | نونافوت — Foxe Peninsula، بافن (جزيرة) |
| 64°25′N 75°0′W / 64.417°N 75.000°W | مضيق هدسون                | |
| 62°16′N 75°0′W / 62.267°N 75.000°W | كندا                      | كيبك أونتاريو — من 45°36′N 75°0′W / 45.600°N 75.000°W |
| 44°59′N 75°0′W / 44.983°N 75.000°W | الولايات المتحدة          | نيويورك (ولاية) بنسيلفانيا — من 41°31′N 75°0′W / 41.517°N 75.000°W نيوجيرسي — من 41°4′N 75°0′W / 41.067°N 75.000°W Pennsylvania — من 40°25′N 75°0′W / 40.417°N 75.000°W New Jersey — من 40°2′N 75°0′W / 40.033°N 75.000°W |
| 39°11′N 75°0′W / 39.183°N 75.000°W | Delaware Bay              | |
| 38°50′N 75°0′W / 38.833°N 75.000°W | المحيط الأطلسي            | مرورا بشرق the شبه جزيرة ديلمارفا, الولايات المتحدة (في 38°26′N 75°3′W / 38.433°N 75.050°W) · مرورا بشرق Conception Island, جزر البهاما (في 23°50′N 75°6′W / 23.833°N 75.100°W) · مرورا بغرب روم كاي [لغات أخرى]‏, جزر البهاما (في 23°40′N 74°57′W / 23.667°N 74.950°W) |
| 23°7′N 75°0′W / 23.117°N 75.000°W  | جزر البهاما               | جزيرة لونغ [لغات أخرى]‏ |
| 23°5′N 75°0′W / 23.083°N 75.000°W  | المحيط الأطلسي            | |
| 20°42′N 75°0′W / 20.700°N 75.000°W | كوبا                      | |
| 19°55′N 75°0′W / 19.917°N 75.000°W | البحر الكاريبي            | مرورا بشرق جزيرة نافاسا, جزر الولايات المتحدة الصغيرة النائية (في 18°24′N 75°0′W / 18.400°N 75.000°W) |
| 10°59′N 75°0′W / 10.983°N 75.000°W | كولومبيا                  | |
| 0°7′S 75°0′W / 0.117°S 75.000°W    | بيرو                      | إقليم لوريتو إقليم أوكايالي — من 7°59′S 75°0′W / 7.983°S 75.000°W إقليم هانوكو — من 8°48′S 75°0′W / 8.800°S 75.000°W إقليم باسكو — من 9°47′S 75°0′W / 9.783°S 75.000°W إقليم جونين — من 10°45′S 75°0′W / 10.750°S 75.000°W إقليم هوانكافليكا — من 11°57′S 75°0′W / 11.950°S 75.000°W إقليم أياكوتشو — من 14°7′S 75°0′W / 14.117°S 75.000°W إقليم إيكا — من 14°38′S 75°0′W / 14.633°S 75.000°W إقليم أريكيبا — من 15°27′S 75°0′W / 15.450°S 75.000°W |
| 15°28′S 75°0′W / 15.467°S 75.000°W | المحيط الهادئ             | مرورا بغرب Guafo Island, تشيلي (في 43°34′S 74°49′W / 43.567°S 74.817°W) · مرورا بشرق Guamblín Island, تشيلي (في 44°51′S 75°1′W / 44.850°S 75.017°W) |
| 45°52′S 75°0′W / 45.867°S 75.000°W | تشيلي                     | |
| 46°45′S 75°0′W / 46.750°S 75.000°W | المحيط الهادئ             | Gulf of Penas |
| 47°42′S 75°0′W / 47.700°S 75.000°W | تشيلي                     | Several islands in the Patagonic Archipelago, including Wager Island، Prat Island، Serrano Island، Knorr Island, جزيرة ويلينغتون [لغات أخرى]‏, Angamos Island، Madre de Dios Island، Anafur Island، Doñas Island، Valenzuela Island، Dagigno Island، Agustin Island، Diego de Almagro Island، Jorge Montt Island، Ramirez Island وContreras Island                                                                                                   |
| 52°7′S 75°0′W / 52.117°S 75.000°W  | المحيط الهادئ             | |
| 60°0′S 75°0′W / 60.000°S 75.000°W  | المحيط الجنوبي            | |
| 69°31′S 75°0′W / 69.517°S 75.000°W | القارة القطبية الجنوبية   | Territory المطالب الإقليمية بالقارة القطبية الجنوبية by تشيلي (المقاطعة التشيلية بالقارة القطبية الجنوبية) و by the المملكة المتحدة (المقاطعة البريطانية بالقارة القطبية الجنوبية) |